# Alexander Höller (Künstler)
Alexander Höller (* 8. August 1996 in Schweinfurt) ist ein deutscher Künstler. Vorrangig auf Malerei konzentriert, die dem Neo-Expressionismus zuzuordnen ist, betätigt sich Höller auch als Objektkünstler.

## Leben
Alexander Höller wuchs in Schweinfurt auf und war bereits als Kind künstlerisch aktiv. Der Drang zu malen und damit ein freies Künstlerdasein zu leben, führte dazu, dass er mit 17 Jahren die Schule abbrach; „…nicht, um Künstler zu werden, sondern um Künstler zu sein“.
2014 ging er an die Freie Kunstwerkstatt München, um sein Zeichentalent weiter auszubilden; 2015 wurde er schließlich an der Akademie der Bildenden Künste Nürnberg angenommen, wo er unter Thomas Hartmann Freie Malerei studierte. Im Jahr 2018 wechselte Höller an die Akademie der Bildenden Künste München; dort wurde Gregor Hildebrandt sein Lehrer in der Malereiklasse. 2020 erwarb er sein Diplom und wurde kurz darauf von der Kölner Galeristin Martina Kaiser entdeckt und gefördert.
Konnte er bereits als Student auf einige erfolgreiche Ausstellungen, u. a. in Wien und München, zurückblicken, so markierte die Ausstellung „Sturm“ in der Galerie Martina Kaiser im September 2020 seinen Durchbruch. Im Zuge dieser und der 2021 folgenden Ausstellung „Die Stille nach dem Sturm“, ebenfalls in der Galerie Martina Kaiser, wurden die amerikanischen Kunsthändler Robert Casterline und Jordan Goodman auf ihn aufmerksam. Sie ebneten Höller den Weg für seine erste US-Ausstellung „Selfportrait“, die 2021 in Aspen stattfand und 2022 eine One Artist Show auf der Expo Chicago nach sich zog. Im gleichen Jahr widmete ihm der Kunstverein Schweinfurt mit "Expansion" seine erste Museumsausstellung in der Kunsthalle Schweinfurt. Ebenfalls 2022 debütierte er auf der Art Karlsruhe, wo die Galerie Martina Kaiser ihm eine Einzelpräsentation widmete.
Alexander Höller lebt und arbeitet in München und Schweinfurt. Er ist der Sohn von Jürgen Höller. 2022 heiratete er in einer Zeremonie in Rom Svenja Reichert. 

## Werk und Rezeption
Alexander Höller zeichnet sich durch einen neo-expressionistischen Stil aus. Sein erster Werkzyklus „Wald“ ist rein abstrakt geprägt und weist dabei Anleihen beim Informel auf. In den vielschichtigen, komplexen Gemälden greift Höller die archaisch gewachsenen Vegetationsmuster von Wäldern und Gehölzen auf und entwirft mit hochfiligranen Verästelungen und undurchdringlichen Netzstrukturen gänzlich abstrahierte Naturansichten, die in ihrem Gestus an die abstrakten Expressionisten um Jackson Pollock, Franz Kline und Cy Twombly erinnern. Gleichzeitig sind sie eine Hommage an den Mythos Deutscher Wald, der von den Malern der Romantik implementiert und im 20. Jahrhundert von Künstlern wie Anselm Kiefer und Georg Baselitz thematisch fortgeführt wurde, die Höller zu seinen Idolen zählt.
Mit seiner zweiten Serie „Der stumme Schrei“ wechselt Höller ins verhalten Figurative und fokussiert einen stark zeichnerischen Duktus. Hier sind es hybride Wesen und kubistisch bis orbikular angerissene Figuren, die dem Betrachter den gestreckten Mittelfinger zeigen. Damit will Höller für die Freiheit des Individuums eintreten, zu dessen Naturrecht es gehören soll, sich fernab gesellschaftlicher Konventionen, überzogener Ansprüche und bigotter Moralvorstellungen auszuleben. Mit den gezielten Fragmentierungen und formelhaft skizzierten Figuren verweist Alexander Höller auf Vorbilder wie Pablo Picasso und Jean-Michel Basquiat, die gleichfalls für die Freiheit der Kunst und die Unabhängigkeit des Geistes eintraten.
Seine Werkreihe „Neuronen“ besteht aus Objekten mit fluoreszierenden Schnüren, die mit ihrer synapsenartigen Struktur gleichsam menschliche Kognition und Naturintelligenz sichtbar machen sollen.
In seiner 2025 erstmals präsentierten Werkreihe "Demons" nimmt er sich des symbolträchtigen Themas von Dämonen in der Kunst an, was sowohl ihre figürliche Präsenz als auch den metaphorischen Aspekt der inneren Dämonen beinhaltet. Dieser zweideutige Anspruch an das Dämonen-Sujet schlägt sich bei Alexander Höller in einer Motivik nieder, die Versatzstücke von entblößten Mündern und Zähnen sowie von Augen präsentiert und diese zu rudimentären Antlitzen komponiert. Dabei agiert er im Modus der Dekonstruktion, wo die Fragmentierung und Formenauflösung zum Bruch mit Linien, Ebenen und Symmetrien führt. Trotz des skizzenhaften, geometrisch konzipierten Stils erhalten die Figuren so eine malerische Tiefe und bringen aus ihrer Zerlegung in Einzelkomponenten eine neue Formensprache hervor.

## Ausstellungen

### Einzelausstellungen
- 2017 One World - One Love, Rathausgalerie Schweinfurt
- 2018 Heart & Emotion, München
- 2019 Cosmos Ho Gallery, Wien
- 2020 Cocoon Diplom Ausstellung, Akademie der Bildenden Künste, München
- 2020 Sturm, Galerie Martina Kaiser, Köln
- 2021 DC Open, Die Stille nach dem Sturm, Galerie Martina Kaiser, Köln
- 2021 Galerie Rother „Inkubator“, Crazy Times, Wiesbaden
- 2021 Galerie Schmalfuss,F*CK THEM, Berlin
- 2021 Casterline/Goodman, Selfportrait, Aspen USA
- 2022 Kunsthalle Schweinfurt, EXPANSION, „Kunstsalong“ Schweinfurt
- 2022 Expo Chicago, One Artist Show, Galerien Casterline/Goodman
- 2022 Art Karlsruhe, One Artist Show, Galerie Martina Kaiser
- 2023 "360", Kunstlabor München & Galerie Martina Kaiser, München
- 2024 Solo Show, Casterline Goodman Gallery, Aspen/USA
- 2024 Paradoxical, All You Can Art & Quittenbaum Galerie, München
- 2025 Sketchin' Around the World, Galerie Martina Kaiser, Köln
- 2025 DEMONS, Galerie Hegemann, München

### Gruppenausstellungen
- 2018 Art Miami, Galerie Benjamin Eck, München
- 2018 Jahresausstellung Akademie der Bildenden Künste, München
- 2020 Messe St.Agnes, Gallery Weekend, König Galerie, Berlin
- 2021 Korea International Art Fair, Seoul